# Kia Luby
Kia Emily Luby (Melbourne, Victoria, 27 de marzo de 1989) es una actriz y cantante australiana, conocida por haber interpretado a Kristi Cavanaugh en las dos primeras temporadas de la serie de televisión El club de la herradura.

## Carrera
Luby comenzó su carrera como actriz en la industria televisiva a los 12 años. Su papel más destacado fue el de Kristi Cavanaugh en la serie El club de la herradura, donde apareció en las temporadas 1 y 2. Kristi es retratada como la mejor amiga de Veronica DiAngelo, caracterizada por su interés en la moda y los chicos, y por ser una "coqueta de las caballerizas" que prefiere socializar antes que montar a caballo.
Además de su trabajo en El club de la herradura, Luby ha participado en otras producciones televisivas australianas, incluyendo un episodio de Blue Heelers en 2004, donde interpretó a Romy Deeble.
En 2016, apareció en la miniserie Molly como Sue, y en 2018 tuvo un pequeño papel en Underbelly Files: Chopper como una mujer en el casino.
Aparte de la actuación, también se dedica a la música, y durante un tiempo formó un dúo musical junto con su compañera de El club de la herradura Sophie Bennett.

## Filmografía

### Televisión
- 2001-2003: El club de la herradura – Kristi Cavanaugh
- 2004: Blue Heelers – Romy Deeble[3]
- 2016: Molly – Sue[3]
- 2018: Underbelly Files: Chopper – Mujer en casino #1[3]